# Western & Southern Financial Group Masters 2004
Cincinnati Masters 2004 (також відомий під назвою Western & Southern Financial Group Masters і Western & Southern Financial Group Women's Open за назвами спонсорів) — тенісний турнір, що проходив на відкритих кортах з твердим покриттям. Це був 103-й турнір Мастерс Цинциннаті. Належав до серії ATP Masters в рамках Туру ATP 2004, і до турнірів 3-ї категорії в рамках Туру WTA 2004. І чоловічі, і жіночі змагання відбулись у Lindner Family Tennis Center у Мейсоні, поблизу Цинциннаті (штат Огайо, США). Це був перший починаючи з 1989 року турнір у Цинциннаті, де змагалися і чоловіки, і жінки.

## Переможці та фіналісти

### Одиночний розряд, чоловіки
Андре Агассі —  Ллейтон Г'юїтт, 6–3, 3–6, 6–2
- Для Агассі це був 9-й титул за сезон і 31-й — за кар'єру. Це був його 4-й мастерс за сезон і 8-й загалом.

### Одиночний розряд, жінки
Ліндсі Девенпорт —  Віра Звонарьова 6–3, 6–2
- Для Девенпорт це був 2-й титул за сезон і 10-й — за кар'єру.

### Парний розряд, чоловіки
Марк Ноулз /  Деніел Нестор —  Йонас Бйоркман /  Тодд Вудбрідж, 6–2, 3–6, 6–3

### Парний розряд, жінки
Джилл Крейбас /  Марлен Вайнгартнер —  Еммануель Гальярді /  Анна-Лена Гренефельд 7-5, 7-6(7–2)